# Oldenburg in Holstein
Oldenburg in Holstein là một đô thị thuộc huyện Ostholstein, bang Schleswig-Holstein, Đức.